# Bamberger Symphoniker
Bamberger Symphoniker är en symfoniorkester, som har sin hemort i den staden Bamberg i den tyska destaten Bayern.
Orkestern grundades 1946 av musiker, som tidigare spelat i Deutsches Philharmonie i Prag samt av musiker från Karlovy Vary (Karlsbad) och Schlesien.
Orkesterns karaktär har i stor utsträckning präglats av två av de dirigenter – Joseph Keilberth och Horst Stein – vilka varit ledare för orkestern 18 respektive 11 år.
Orkestern ger årligen cirka 40 konserter i den egna konserthallen Sinfonie an der Regnitz, men de flesta konserterna ges i andra delar av Tyskland eller i andra länder. Sedan orkestern utnämndes till Bayerische Staatsphilharmonie är finansieringen för denna topporkester säkrad även för framtiden.